# SPT-CL J2106-5844
SPT-CLJ2106-5844是一个距离地球75亿光年的星系团，由南极望远镜在2011年发现。它是目前已知质量最大的远星系团（红移>=1），质量大约为1.27 × 1015太阳质量，比之前的纪录保持者——2008年发现的SPT-CL J0546-5345重60%。
这个星系团的红移值为z=1.132。